# 準住居地域
準住居地域（じゅんじゅうきょちいき）は、都市計画法による用途地域の一つで、道路の沿道等において、自動車関連施設などと、住居が調和した環境を保護するための地域である。「準住居」ではあるものの、第二種住居地域以上の種類の用途の建物が建てられる。

## 用途制限
用途地域による用途の制限（用途制限）に関する規制は、主に建築基準法令の規定による。以下、特記ない面積の数字については床面積の合計、階数については当該用途部分の階数について言う。
- 住宅、共同住宅、寄宿舎、下宿 - ○
- 兼用住宅 - 用途については住宅部分・店舗部分はそれぞれ別個として扱われる
- 店舗等 - 10000m²以下
- 事務所等 - ○
- ホテル（ラブホテル類を除く）・旅館 - ○
- 遊戯施設・風俗施設
  - マージャン屋、ぱちんこ屋、射的場等、勝馬投票券発売所、場外車券売場等 - 10000m²以下
  - カラオケボックス等 - ○
  - 劇場、映画館、演芸場、観覧場 - 客席200m²以下
  - キャバレー、料理店（接待を主とするもの）、ナイトクラブ、ダンスホール等 - ×
  - 風俗営業に係る公衆浴場等、ヌードスタジオ、のぞき劇場、ストリップ劇場、ラブホテル類、専ら性的な写真・物品等の販売店等 - ×
- 展示場等 - 10000m²以下
- 運動施設 - ○
- 公共施設・病院・学校等 - ○
- 車庫・倉庫等 - ○　（危険物の貯蔵は下記参照）
  - 自動車車庫 - ○
  - 倉庫業を営む倉庫 - ○
  - 畜舎 - ○
- 工場 - いずれも原動機を使用する工場は作業場が50m²以下（自動車修理工場は150m²以下）
  - 商業地域および準工業地域に建築してはならない工場 - ×
  - 金属の工作（容量10リットル以上のアセチレンガス発生器を用いるもの） - ×
  - 印刷用インキの製造 - ×
  - 塗料の吹付（原動機を使用するもの） - ×
  - 魚肉の練製品（原動機を使用するもの）および糖衣機を使用する製品の製造  - ×
  - 金属の乾燥研磨（原動機を使用するもの。工具研磨を除く。） - ×
  - コルク・エボナイト・合成樹脂の粉砕・乾燥研磨、木材の粉砕（いずれも原動機を使用するもの） - ×
  - 金属板（0.5mm厚以上）のつち打加工（金属工芸品の製造を除く。） - ×
  - 金属のプレス・せん断（液圧矯正プレスを除く。） - ×
  - 印刷用平版の研磨 - ×
  - セメント製品の製造（原動機を使用するもの） - ×
  - 金属線の加工（ワイヤーフォーミングマシンを使用し原動機出力総計が0.75kW超のもの） - ×
  - 木材の引割・かんな削り、又は裁縫、機織、撚糸、組ひも、編物、製袋、やすりの目立（いずれも原動機出力総計が0.75kW超のもの） - ×
  - 製針・石材の引割（原動機出力総計が1.5kW超のもの） - ×
  - 製粉（原動機出力総計が2.5kW超のもの） - ×
  - 合成樹脂の射出成形加工 - ×
  - 金属切削（原動機出力総計が10kW超のもの） - ×
  - めつき - ×
  - 空気圧縮機（原動機出力総計が1.5kW超のものに限る。ただし防音構造につき法令の指定を受けた7.5kW以下のものを除く。）を使用する作業 - ×
  - 金属の加工（ロール式ベンディングマシン、タンブラーを使用するもの） - ×
  - ゴム練用・合成樹脂練用のロール機（カレンダーロール機を除く。）を使用するもの - ×
  - 自動車修理工場 - 原動機を使用する工場は作業場が150m²以下
  - 準住居地域における建築基準法法令で定める量を超える危険物の貯蔵・処理 - ×
- 建築物附属物 - 単独建築物として扱われる
- 特定行政庁が用途地域における住居の環境を害するおそれがないと認め、又は公益上やむを得ないと認めて許可したもの - ○
- 卸売市場、火葬場、と畜場、汚物処理場、ごみ焼却場等 - 都市計画区域内においては都市計画決定が必要

## 建ぺい率
建ぺい率は50%、60%、80%のいずれかに都市計画で決定

## 容積率
容積率は100%、150%、200%、300%、400%、500%のいずれかに都市計画で決定。ただし、接続する道路の幅員が12m未満の場合、道路の幅員から10分の4乗以下、または都市計画で決定されたものでは10分の6乗以下にしなければならない。

## その他の制限
- 自治体が定める暴力団排除条例によっては、暴力団事務所の開設が禁止される場合がある[1]。
- 自治体が定める風俗営業等の規制及び業務の適正化等に関する法律施行条例によっては、風俗営業所の設置が都道府県公安委員会により許可されない場合がある[2]。